# Dorothy Christy
Pour les articles homonymes, voir Christy.
Dorothea J. Seltzer — née le 26 mai 1906 à Reading (Pennsylvanie), morte le 21 mai 1977 à Santa Monica (Californie) — est une actrice américaine, connue comme Dorothy Christy (du nom de son premier mari).

## Biographie
Au cinéma, Dorothy Christy contribue à une centaine de films américains, depuis le court métrage C'est ma femme de Lloyd French (1929, avec Laurel et Hardy) jusqu'à Mon grand de Robert Wise (1953, avec Jane Wyman et Sterling Hayden), après lequel elle se retire définitivement.
Entretemps, citons Buster se marie d'Edward Sedgwick (1931, avec Buster Keaton et Edward Sedgwick), Les Compagnons de la nouba de William A. Seiter (1933, avec Laurel et Hardy) et Junior Miss de George Seaton (1945, avec Peggy Ann Garner et Allyn Joslyn).

## Filmographie partielle
- 1929 : C'est ma femme (That's My Wife) de Lloyd French (court métrage)
- 1930 : Extravagance de Phil Rosen : Esther Hamilton
- 1930 : Playboy of Paris de Ludwig Berger : Mlle Bérengère
- 1931 : The Devil Plays de Richard Thorpe : Dolores Quincy
- 1931 : Le Roi de la jungle (King of the Wild) de B. Reeves Eason et Richard Thorpe (serial) : Mme LaSalle
- 1931 : Buster se marie (Parlor, Bedroom and Bath) d'Edward Sedgwick : Angelica Embrey
- 1931 : Grief Street de Richard Thorpe : Mme Alvin Merle / Ethel Wynn
- 1931 : Gold Dust Gertie de Lloyd Bacon : Mabel Guthrie
- 1932 : Forbidden Company de Richard Thorpe : Louelle Fenwick
- 1932 : Le Démon du sous-marin (Devil and the Deep) de Marion Gering : Mme Crimp
- 1932 : Slightly Married de Richard Thorpe : Marjorie
- 1933 : Une nuit seulement (Only Yesterday) de John M. Stahl : Rena
- 1933 : Les Compagnons de la nouba (Sons of the Desert) de William A. Seiter : Mme Betty Laurel
- 1934 : La Fine Équipe (6 Day Bike Rider) de Lloyd Bacon : Mme Mabel St. Clair
- 1934 : Shirley aviatrice (Bright Eyes) de David Butler : Anita Smythe
- 1934 : Entrée de service (Servant's Entrance) de Frank Lloyd : Mme Knut Johnson
- 1934 : Kiss and Make-Up d'Harlan Thompson et Jean Negulesco : Greta
- 1935 : L'Empire des fantômes (The Phantom Empire) d'Otto Brower et B. Reeves Eason (serial) : la reine Tika
- 1935 : Aux frais de la princesse (The Daring Young Man) de William A. Seiter : Helen Kay
- 1937 : Le Dernier Négrier (Slave Ship) de Tay Garnett : la blonde
- 1937 : Le Couple invisible (Topper) de Norman Z. McLeod : une infirmière
- 1937 : Brelan d'as (You Can't Have Everything) de Norman Taurog : Blonde
- 1938 : Patrouille en mer (Submarine Patrol) de John Ford : l'amie de McPeek
- 1942 : The Affairs of Jimmy Valentine de Bernard Vorhaus : Mme Updyke
- 1944 : Cowboy and the Senorita de Joseph Kane : Lulubelle
- 1945 : Junior Miss de George Seaton : Mme Cummings
- 1945 : La Belle de San Francisco (Flame of Barbary Coast) de Joseph Kane : la mère Bronson
- 1946 : Deux nigauds vendeurs (Little Giant) de William A. Seiter : l'épouse de Jim
- 1947 : L'Infidèle (The Unfaithful) de Vincent Sherman : Mme Freedley
- 1947 : Scared to Death de Christy Cabanne : Mme Williams
- 1947 : Le Miracle sur la 34e rue (Miracle on 34th Street) de George Seaton : une secrétaire
- 1949 : Le Rebelle (The Fountainhead) de King Vidor : une femme de la société
- 1953 : Mon grand (So Big) de Robert Wise : la veuve Paarlenberg

## Galerie de photographies

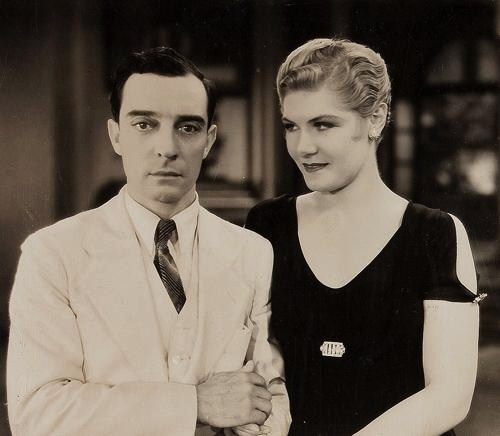
Avec Buster Keaton, dans Buster se marie (1931)
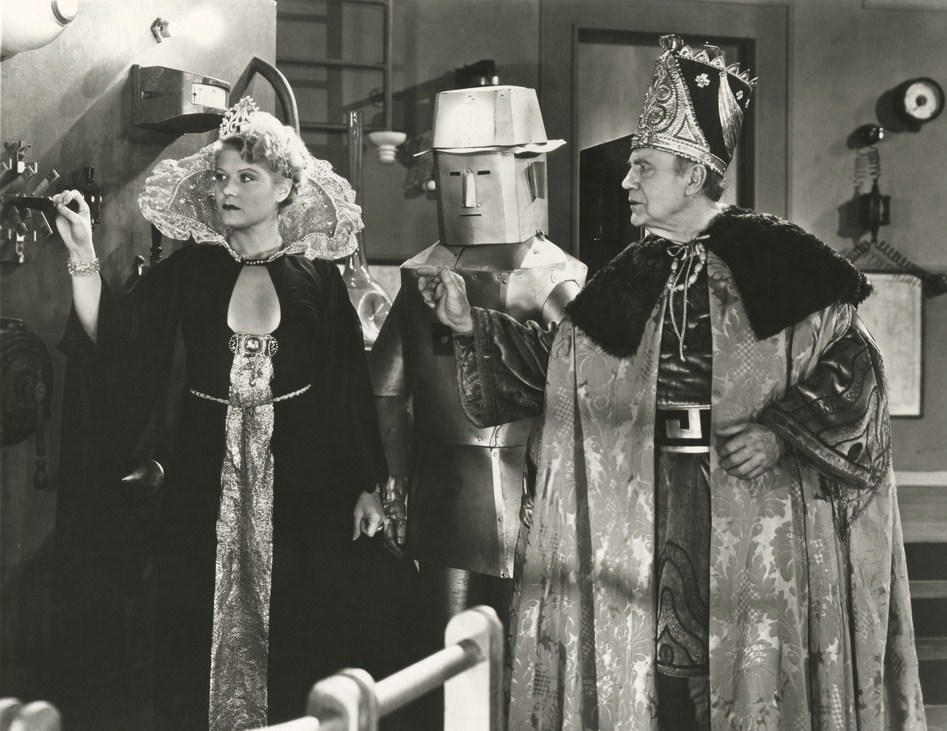
Avec Charles K. French (à d.), dans L'Empire des fantômes (1935)
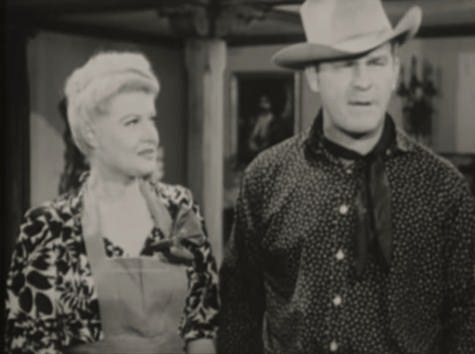
Avec Guinn Williams, dans Cowboy and the Senorita (en) (1944)
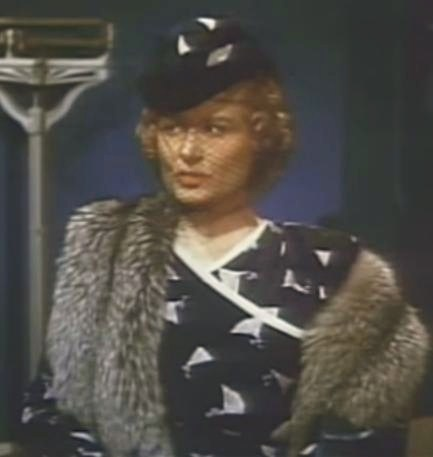
Dans Scared to Death (1947)